# Skuhrov nad Bělou
Skuhrov nad Bělou là một làng thuộc huyện Rychnov nad Kněžnou, vùng Královéhradecký, Cộng hòa Séc.